# Fixed-Base Operator
Fixed-base operator eller den vanliga förkortningen FBO är en term som utvecklades i förenta staterna efter att Air Commerce Act of 1926 gått igenom. Den amerikanska flygmyndigheten Federal Aviation Administration (FAA) definierar FBO som A commercial business granted the right by the airport sponsor to operate on an airport and provide aeronautical services such as fueling, hangaring, tie-down and parking, aircraft rental, aircraft maintenance, flight instruction, etc.. I praktiken, är FBO den primära tillhandahållaren av stödtjänster för allmänna flygoperatörer på offentliga flygplatser antingen lokaliserade på flygplatsens tomträtt eller, i ovanliga fall närgränsande till flygplatsens tomträtt som en "genom stängslet verksamhet".  På många mindre flygplatser som servar allmän flygverksamhet i avlägsna eller små samhällen, kan staden själv tillhandahålla bränsletjänster och driva en grundläggande FBO-anläggning. De flesta FBO-operatörer som driver verksamhet vid flygplatser med höga till medelstora trafikvolymer är en icke-statlig organisation, dvs ett antingen privat eller börsnoterat företag. 
Även om termen Fixed-base Operator har sitt ursprung i Förenta Staterna, blir termen allt vanligare i den internationella flygindustrin vartefter affärs- och företagsflyg växer. Termen har inte blivit officiellt definierad som en internationell standard, den har dock förekommit i användning hos den internationella civila luftfartsorganisationen (ICAO) i publikationer såsom Implementing the Global Aviation Safety Roadmap.